# Křeček polní
Křeček polní (Cricetus cricetus), též křeček obecný, je evropský druh křečka z podčeledi Cricetinae. V Česku je chráněný zákonem jako silně ohrožený druh. Bývá zaměňován se syslem, od něho se však liší pestrou srstí.

## Popis
Křeček polní je výrazně větší než křeček zlatý, chovaný jako domácí mazlíček – jeho váha dosahuje 150–600 g, délka 215–340 mm. Má zavalitější tělo, krátké končetiny a kratičký, řídce osrstěný ocas. Má pestré zbarvení. Na hřbetě mívá žlutohnědý až rezavě hnědý pruh s načernalými konci delších chlupů, na břiše bývá naopak tmavohnědý až černý. Hlava bývá nahoře rezavá, po stranách, za ušima a na čenichu bývají bílé nebo nažloutlé skvrny stejně jako na předních končetinách. Relativně hustou srst obměňuje jednou ročně. Typickým znakem jsou dobře vyvinuté lícní torby. Samci mívají v době rozmnožování nápadně zvětšené boční kožní žlázy.

## Chování
Křeček polní během vegetačního období shromažďuje potravu v doupěti. Přináší si do nory kořínky rostlin, obilná zrna, plody luštěnin a různé hlízy, které si předními tlapkami obratně pěchuje do lícních toreb. V noře si pak předními tlapkami vybere z lícních toreb vše, co si přinesl, a veškeré zásoby složí ve zvláštní komůrce. Během zimy hibernuje, přičemž se každých 5–7 dní probouzí a krmí se svými zásobami. Žije samotářsky. Kukuřičná strava u něj může vyvolat kanibalismus. Období rozmnožování začíná na jaře a táhne se až do léta, samice může během této doby být až dvakrát březí. Samice je březí 18 – 20 dní, rodí až 12 zcela holých mláďat, která kojí tři týdny. Pohlavně křeček polní dospívá už v 8 týdnech stáří, a tedy samice z prvního vrhu mohou mít už vlastní mláďata koncem léta.

## Potrava
Živí se zrním, semeny, zelenými částmi rostlin, hmyzem a jeho larvami, ale i mláďaty ptáků. Základ potravy tvoří celá řada druhů rostlin: trávy, jetel, vojtěška, fazole a čočka, obilí. Z těchto rostlin požírá křeček semena, květy, listy i hlízy. Kromě toho příležitostně žere různé druhy hmyzu, malé ještěrky, žáby, ptáčata a myši. Za potravou se většinou vydává v noci .

## Rozšíření

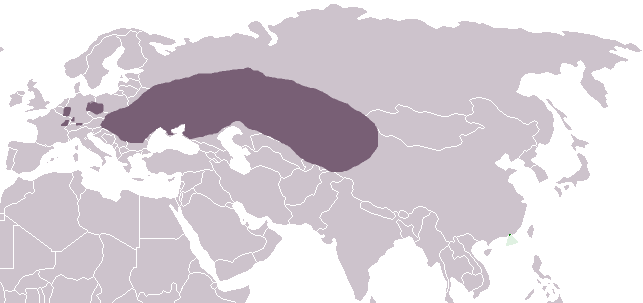
areál rozšíření křečka polního

Výskyt křečka polního sahá od Belgie a Alsaska na západě, po jihozápadní Sibiř (povodí Jeniseje) na východě a Rumunsko na jihu. Je typickým obyvatelem stepí a polí, kde si vyhrabává složité doupě.
Podle Mezinárodního svazu ochrany přírody patří k roku 2020 křeček polní mezi kriticky ohrožené druhy (předchozí vyhodnocení IUCN hodnotilo druh jako málo dotčený taxon), trend celkové populace je klesající, jeho stavy i velikost areálu rozšíření klesají. Všude, kde byl proveden průzkum, byly zjištěny ztráty četnosti, a jeho areál rozšíření se stává nesouvislý. Ve střední a východní Evropě se jeho bývalý areál rozšíření zmenšil o 75 %.
Výsledky výzkumů poukazují na snížení reprodukční schopnosti samic z průměrného počtu 20 mláďat za rok v 20. století na 5 až 6 mláďat k roku 2020. Příčina není jednoznačně zjištěna. Možné důvody mohou být neustálé rozšiřování monokultur, rozvoj průmyslu, globální oteplování a světelné znečištění. Hrozí, že za těchto podmínek do 30 let křeček polní vyhyne.

### Reference

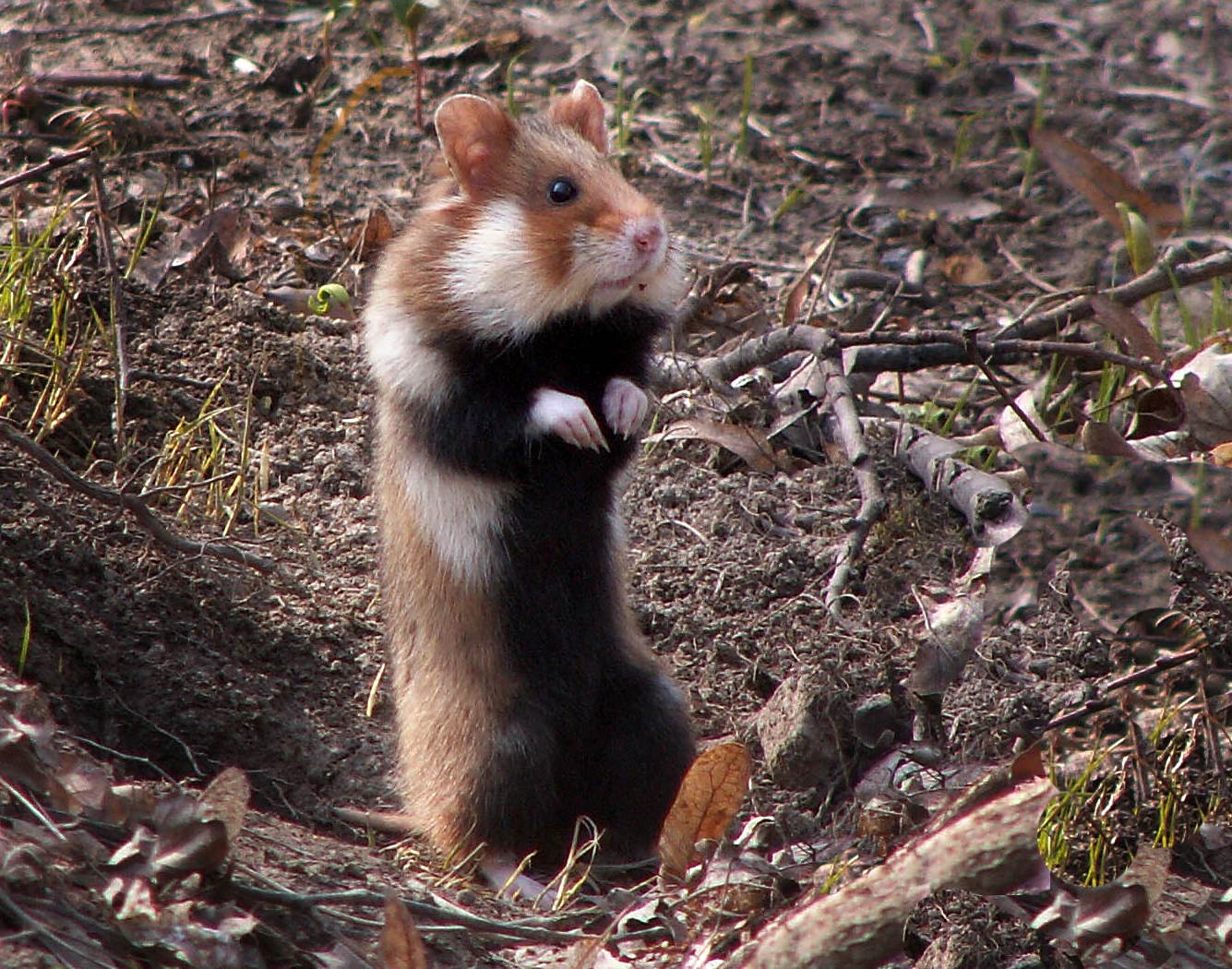
Křeček polní